# Лисево (остановочный пункт)
Лисево (пол. Lisewo) — остановочный пункт железной дороги в селе Лисево-Мальборкское в гмине Лихновы, в Поморском воеводстве Польши. Имеет 2 платформы и 2 пути.
Остановочный пункт на железнодорожной линии Варшава-Восточная — Гданьск-Главный, построен в 1873 году, когда эта территория была в составе Германской империи.